# ناثان لوسون
ناثان لوسون هو لاعب هوكي الجليد كندي، ولد في 29 سبتمبر 1983 في كالغاري في كندا.

## وصلات خارجية
- ناثان لوسون على موقع دوري الهوكي الوطني (الإنجليزية)
- ناثان لوسون على موقع قاعة مشاهير الهوكي (لاعب أن.إتش.أل) (الإنجليزية)
- ناثان لوسون على موقع EliteProspects.com (الإنجليزية)
- ناثان لوسون على موقع HockeyDB.com (الإنجليزية)
- ناثان لوسون على موقع Hockey-Reference.com (الإنجليزية)